# 双明镇
双明镇，是中华人民共和国江西省上饶市玉山县下辖的一个乡镇级行政单位。

## 行政区划
双明镇下辖以下地区：
徐村社区、桥村社区、道堂社区、下喻村、窑山村、永久村、梨园村、周家坞村、陶源村、东坑村和西坑村。